# Försvarsmaktens telekrigstödenhet
Försvarsmaktens telekrigstödenhet (TKSE) är en försvarsmaktsgemensam resurs inom Försvarsmakten som verkat i olika former sedan 1998. Enheten är en del av Ledningsregementet, men förlagd till Stockholms garnison.

## Historik
Försvarsmaktens telekrigstödenhet bildades 1998 och var då en sammanslagning av Telekrigenheten (MTC Telekrig) vid Marinens taktiska centrum (MTC) och Projekt Telekrig vid Flygvapnets taktiska centrum. År 2005 tillfördes Marinens undervattenssensoranalyscentral (MUSAC), i och med det fick enheten samtidigt ansvaret för hydroakustikstödet till Försvarsmakten. År 2005 organiserades enheten under Upplands regemente (S 1). I samband med att Upplands regemente upplöstes och verksamheten övergick 2007 till Ledningsregementet (LedR), kom även Försvarsmaktens telekrigstödenhet ingå som en enhet i det nya förbandet.

## Verksamhet
Försvarsmaktens telekrigstödenhet har till uppgift att dataförsörja Försvarsmaktens telekrig- och hydroakustiksystem med bibliotek. Enheten är Försvarsmaktens enda försörjare av bibliotek till signalspanings-, varnar- och motmedelssystem. För att dessa system skall kunna bearbeta och presentera relevant information för beslutsfattning behöver systemen laddas med bibliotek. Dessa innehåller information om radar och radiosignalers uppbyggnad, vilka vapenbärare och vapensystem som finns inom aktuellt operationsområde samt algoritmer för motmedelsåtgärder.

## Namn, beteckning och förläggningsort
| Försvarsmaktens telekrigstödenhet | 1998-01-01 | – |  |

| TKSE | 1998-01-01 | – |  |

| Stockholms garnison (F) | 1998-01-01 | – |  |